# Steinheil Point
Der Steinheil Point ist eine Landspitze an der Danco-Küste des Grahamlands im Norden der Antarktischen Halbinsel. Sie liegt 8 km südöstlich des Duthiers Point am Westufer der Andvord Bay.
Teilnehmer der Belgica-Expedition (1897–1899) unter der Leitung des belgischen Polarforschers Adrien de Gerlache de Gomery nahmen eine erste grobe Kartierung der Landspitze vor. Das UK Antarctic Place-Names Committee benannte sie am 23. September 1960 nach dem deutschen Optiker und Unternehmer Hugo Adolph Steinheil (1832–1893), der 1866 unabhängig zum deutsch-britischen Optiker John Henry Dallmeyer (1830–1983) einen Aplanaten und 1891 ein Teleobjektiv entwickelt hatte.